# Edén al Oeste
Edén al Oeste es una película francesa dirigida por Costantin Costa-Gavras.

## Argumento
Elías es un joven inmigrante ilegal que llegó a la playa de Edén, un país turístico griego para ricos. Escapando para evitar la detención, intenta llegar a París, y en esa odisea se encuentra con personajes y situaciones de todo tipo.

## Estreno
Estrenada el 11 de febrero de 2009 en Francia.
Estrenada 23 de octubre de 2009 en los cines españoles.